# Virginia Carroll
Virginia Carroll (Los Angeles, 2 december 1913 - Santa Barbara, 23 juli 2009) was een Amerikaans filmactrice.
Carroll werkte als winkelmodel, toen zij in 1935 haar debuut maakte in de rol van een mannequin in de film "Roberta". Haar droom was echter de vrouwelijke ster te spelen in westerns. Zij deed dit voor het eerst met Jack La Rue in de film "A Tenderfoot Goes West" uit 1936. Zij speelde sindsdien vooral bij- en karakterrollen in vele B-westerns aan de zijde van Don Barry, Tex Ritter, Gene Autry, Johnny Mack Brown, Bill Elliott,Roy Rogers, Whip Wilson, etc. Zij verscheen op TV in "The Adventures of Wild Bill Hickok", "The Roy Rogers Show", "Dragnet" en "Perry Mason".